# باول ديمبسي
باول ديمبسي (بالإنجليزية: Paul Dempsey)‏ هو لاعب كرة قدم بريطاني، ولد في 16 مارس 1960 في لندن في المملكة المتحدة. لعب مع نادي كلية جامعة دبلن.